# THE LAST A.I.
『THE LAST A.I.』（ザ・ラスト・エー・アイ）は、、2010年12月1日に発売されたAIの8作目のオリジナルアルバムである。

## 概要
デビュー10周年を記念したオリジナルアルバム。安室奈美恵、加藤ミリヤ、AK-69、スヌープ・ドッグ、チャカ・カーン、K'Naan、ジュディス・ヒル、ボーイズ・II・メンら、国内外のビックアーティストとのコラボ曲を収録。サウンド面ではUTA、Jeff Miyahara、T.Kuraといったヒットメイカーがプロデュースを手がけている。
初回限定盤にはDVDが付属している。

## 収録曲

### Disc1：CD
1. FAKE feat. 安室奈美恵  - 4:46
（作詞：AI　作曲：George Tashiro　編曲：UTA）
  - 20枚目のシングル。
  - 参加アーティスト：AI feat.安室奈美恵
2. Let it go feat. Snoop Dogg  - 3:38
（作詞：AI、C.Broadus、Tynice Hinton　作曲：AI、DJ2HIGH、UTA）
  - 参加アーティスト：AI feat.Snoop Dogg
3. STRONGER feat. 加藤ミリヤ  - 5:04
（作詞：AI、Miliyah　作曲：AI、Miliyah、T.Kura）
  - 23枚目のシングル。
  - 参加アーティスト：AI feat.加藤ミリヤ
4. Still... feat. AK-69  - 4:12
（作詞：AI、AK-69　作曲：AI、AK-69、JiN、DJ WATARAI）
  - 21枚目のシングル。
  - 参加アーティスト：AI feat.AK-69
5. For my Sister feat. Judith Hill - Engish Version- - 4:10
（作詞：AI、Judith Hill　作曲：AI、Judith Hill、UTA）
  - 参加アーティスト：AI feat.Judith Hill
6. Incomplete feat. Boyz II Men  - 
（作詞：AI、ジェフ・ミヤハラ　作曲：AI、ジェフ・ミヤハラ、林田裕一）
  - 参加アーティスト：AI feat.Boyz Ⅱ Men
7. One More Try feat. Chaka Khan  - 3:51
（ライター：C.Mortimer、A.Coley、S.Brown　ヴォーカルアレンジ：Suamana “Swoop" Brown）
  - 参加アーティスト：AI feat.Chaka Khan
8. Family  - 4:00
（作詞：AI　作曲：AI、ジェフ・ミヤハラ、Jeremy Soule）
9. 眠れない街  - 
（作詞：AI　作曲：AI、UTA）
  - 22枚目のシングル。
  - テレビ朝日系ドラマ『警視庁継続捜査班』主題歌
10. Wavin' Flag - Coca Cola® Celebration Mix with AI -（K'NAAN） - 4:33
（ライター：Keinan Warsame、Bruno Mars、Phillip Lawrence、Jean Daval）
  - 参加アーティスト：K'Naan with AI
11. Through The Fire /AI with Chaka Kahn - 
（作詞：David W.Foster、トム・キーン、Cynthia Weill　作曲：David W.Foster、トム・キーン、Cynthia Weill　ヴォーカルアレンジ：Suamana “Swoop" Brown）
  - 初回限定盤のみのボーナストラック。
  - 参加アーティスト：AI with Chaka Khan

### Disc2：DVD
| #  | タイトル                                            | 作詞 | 作曲・編曲 | 監督 |
| -- | --------------------------------------------------- | ---- | ---------- | ---- |
| 1. | 「FAKE feat.安室奈美恵」(ミュージック・ビデオ)      |      |            |      |
| 2. | 「Still... feat.AK-69」(ミュージック・ビデオ)       |      |            |      |
| 3. | 「Let it go feat.Snoop Dogg」(ミュージック・ビデオ) |      |            |      |
| 4. | 「Behind The Scene」                                |      |            |      |